# Medicina regenerativa

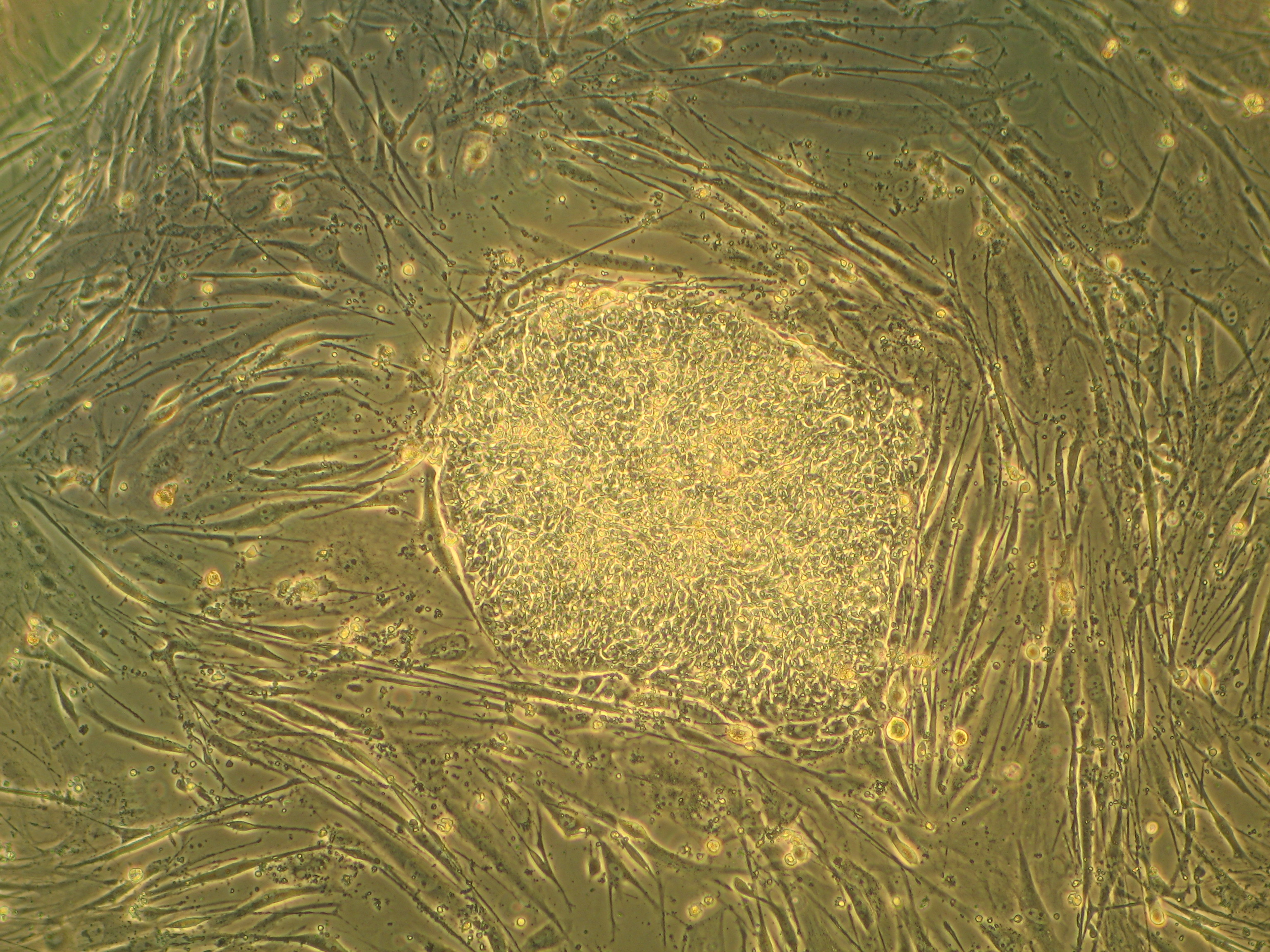
Una colonia de células madre embrionarias humanas

La medicina molecular regenerativa es una rama de la búsqueda translacional en ingeniería de tejidos y biología molecular, que trata el "proceso de reemplazar, fabricar o regenerar células humanas, tejidos u órganos, para restaurar o establecer su funcionamiento normal". Este campo mantiene la promesa de fabricar tejidos y órganos averiados mediante la estimulación de los mecanismos de reparación propia del cuerpo para curar funcionalmente tejidos u órganos irreparables anteriormente.
La medicina regenerativa también incluye la posibilidad de hacer crecer tejidos y órganos en el laboratorio e implantarlos cuándo el cuerpo no se puede curar por sí mismo. Si las células de un órgano regenerado derivaran de las células o tejido propios del paciente, esto potencialmente solucionaría el problema de la escasez de órganos disponibles para donación, y el problema del rechazo al trasplante de órganos.
Algunas de las aproximaciones biomédicas dentro del campo de la medicina regenerativa, pueden implicar el uso de células raíz, también denominadas células madre. Los ejemplos incluyen la inyección de células de raíz o células progenitoras obtenidas a través de diferenciación dirigida (terapias celulares); la inducción de regeneración por moléculas activas biológicamente, administradas solas o como secreción por células infundidas (terapia de inmunomodulación); y trasplante de tejidos y órganos crecidos en vitro (ingeniería de tejidos).

### Lecturas técnicas adicionales
- Metallo CM; Azarin SM; Ji L; de Pablo JJ; Palecek SP (junio 2008). "Tejido de ingeniería de células de raíz embrionarias humanas". Metallo CM; Azarin SM; Ji L; de Pablo JJ; Palecek SP (June 2008). «Engineering tissue from human embryonic stem cells». Journal of Cellular and Molecular Medicine 12 (3): 709-29. PMC 2670852. PMID 18194458. doi:10.1111/j.1582-4934.2008.00228.x. Metallo CM; Azarin SM; Ji L; de Pablo JJ; Palecek SP (June 2008). «Engineering tissue from human embryonic stem cells». Journal of Cellular and Molecular Medicine 12 (3): 709-29. PMC 2670852. PMID 18194458. doi:10.1111/j.1582-4934.2008.00228.x. (3): 709@–29. doi:10.1111/j.1582-4934.2008.00228.x. Metallo CM; Azarin SM; Ji L; de Pablo JJ; Palecek SP (June 2008). «Engineering tissue from human embryonic stem cells». Journal of Cellular and Molecular Medicine 12 (3): 709-29. PMC 2670852. PMID 18194458. doi:10.1111/j.1582-4934.2008.00228.x. Metallo CM; Azarin SM; Ji L; de Pablo JJ; Palecek SP (June 2008). «Engineering tissue from human embryonic stem cells». Journal of Cellular and Molecular Medicine 12 (3): 709-29. PMC 2670852. PMID 18194458. doi:10.1111/j.1582-4934.2008.00228.x. Metallo CM; Azarin SM; Ji L; de Pablo JJ; Palecek SP (June 2008). «Engineering tissue from human embryonic stem cells». Journal of Cellular and Molecular Medicine 12 (3): 709-29. PMC 2670852. PMID 18194458. doi:10.1111/j.1582-4934.2008.00228.x. Metallo CM; Azarin SM; Ji L; de Pablo JJ; Palecek SP (June 2008). «Engineering tissue from human embryonic stem cells». Journal of Cellular and Molecular Medicine 12 (3): 709-29. PMC 2670852. PMID 18194458. doi:10.1111/j.1582-4934.2008.00228.x..
- Placzek SEÑOR, Chung IM, Macedo HM,  et al. (Marcha 2009). "Célula de raíz bioprocessing: fundamentals y principios". Revista de la Sociedad Real, Interfaz. Placzek MR; Chung IM; Macedo HM (March 2009). «Stem cell bioprocessing: fundamentals and principles». Journal of the Royal Society, Interface 6 (32): 209-32. PMC 2659585. PMID 19033137. doi:10.1098/rsif.2008.0442. (32): 209@–32. doi:10.1098/rsif.2008.0442. Placzek MR; Chung IM; Macedo HM (March 2009). «Stem cell bioprocessing: fundamentals and principles». Journal of the Royal Society, Interface 6 (32): 209-32. PMC 2659585. PMID 19033137. doi:10.1098/rsif.2008.0442. Placzek MR; Chung IM; Macedo HM (March 2009). «Stem cell bioprocessing: fundamentals and principles». Journal of the Royal Society, Interface 6 (32): 209-32. PMC 2659585. PMID 19033137. doi:10.1098/rsif.2008.0442. Placzek MR; Chung IM; Macedo HM (March 2009). «Stem cell bioprocessing: fundamentals and principles». Journal of the Royal Society, Interface 6 (32): 209-32. PMC 2659585. PMID 19033137. doi:10.1098/rsif.2008.0442. Placzek MR; Chung IM; Macedo HM (March 2009). «Stem cell bioprocessing: fundamentals and principles». Journal of the Royal Society, Interface 6 (32): 209-32. PMC 2659585. PMID 19033137. doi:10.1098/rsif.2008.0442..

- Datos: Q1061415
- Multimedia: Regenerative medicine / Q1061415